# Molí del Duch
El Molí del Duch és una obra de Torà (Segarra) inclosa a l'Inventari del Patrimoni Arquitectònic de Catalunya.

## Descripció
Actualment adaptat per l'habitatge. No queda cap vestigi del molí, llevat del que havia estat la bassa. Està a la gran raconada que fa el riu Llanera en vorejar Torà pel cantó de la carretera de Solsona. A prop d'aquesta masia hi ha un esplèndid pont de factura molt antiga.